# Comuna Krîlivka, Rujîn
Krîlivka (în ucraineană Крилівська сільська рада) este o comună în raionul Rujîn, regiunea Jîtomîr, Ucraina, formată din satele Iaroslavka și Krîlivka (reședința).

## Demografie
Componența lingvistică a comunei Krîlivka
     Ucraineană (98,56%)
     Alte limbi (1,18%)
Conform recensământului din 2001, majoritatea populației comunei Krîlivka era vorbitoare de ucraineană (98,56%), existând în minoritate și vorbitori de alte limbi.